# Bajram Curri
Pour la ville d'Albanie, voir Bajram Curri (ville).
Bajram Curri (16 janvier 1862 – 29 mars 1925) est un homme politique et un activiste albanais.